# Conothele fragaria
Conothele fragaria är en spindelart som först beskrevs av Wilhelm Dönitz 1887.  Conothele fragaria ingår i släktet Conothele och familjen Ctenizidae. Inga underarter finns listade i Catalogue of Life.